# Comuna Frunză, Stînga Nistrului
Comuna Frunză este o comună din Unitățile Administrativ-Teritoriale din Stînga Nistrului, Republica Moldova. Este formată din satele Frunză (sat-reședință), Andriașevca Nouă, Andriașevca Veche, Novocotovsc, Prioziornoe, Uiutnoe și Novosavițcaia (loc. st. c. f.).
Conform recensământului din anul 2004, populația localității era de 2.751 locuitori, dintre care 953 (34.64%) moldoveni (români), 893 (32.46%) ucraineni si 747 (27.15%) ruși.

## Personalități născute aici
- Pavel Tcacenco (1892 - 1926), activist comunist român de etnie rusă.